# لورانس نيكولاس
لورانس نيكولاس (بالإنجليزية: Lawrence Nicholas)‏ هو لاعب كرة قدم نيجيري، ولد في 17 مايو 2001. لعب مع نادي تامبوف ‏.

## وصلات خارجية
- لورانس نيكولاس على موقع اتحاد تركيا (لاعب) (الإنجليزية)
- لورانس نيكولاس على موقع قاعدة بيانات كرة القدم.إي يو (الإنجليزية)
- لورانس نيكولاس على موقع Soccerway.com (الإنجليزية)
- لورانس نيكولاس على موقع عالم كرة القدم.نت (الإنجليزية)